# Maksim Inić
Maksim Inić (ur. 26 maja 1996) – czarnogórski pływak specjalizujący się w stylu dowolnym, uczestnik Letnich Igrzysk Olimpijskich w 2016 roku. 

## Igrzyska olimpijskie
Wziął udział w igrzyskach olimpijskich rozgrywanych w Rio de Janeiro, uczestnicząc w wyścigu na 50 metrów stylem dowolnym. W eliminacjach zajął 51. miejsce, uzyskując czas 23,88 sek. i nie kwalifikując się do dalszego etapu rywalizacji. 